# Télérama
 Télérama  és una revista cultural francesa setmanal. Es va fundar l'any 1947 per Georges Montaron, i des de 2003 pertany al grup Le Monde. Malgrat la seva vocació de publicar els programes de televisió, no constitueixen l'essencial de la publicació (contràriament als seus competidors francesos, com Télé 7 jours, Télé poche, Télé Star, Télé Z, etc). Apareix cada dimecres i dona els programes del dissabte al divendres següent.

## Creació
Poc després de la seva arribada a Témoignage chrétien el 1947, Georges Montaron, la missió del qual era de reanimar les Éditions Témoignage cristià llavors en caiguda, va tenir la idea de llançar, paral·lelament a Témoignage chrétien, un altre setmanari. Li va semblar que la ràdio, el cinema i la televisió - començava aleshores - serien els vectors de la nova cultura de després de la guerra. La idea era una revista consagrada a aquests mitjans de comunicació. Calia, deia, un periòdic que, més que un simple programa dels programes radiofònics, « ajudés els seus lectors a organitzar millor el seu lleure».
Témoignage chrétien es beneficiava llavors d'una estructura cultural impressionant: els seus cronistes es deien François Mauriac, Antoine Goléa, Pierre Debray-Ritzen, Michel de Sant Pierre,...Al seu costat el pare Pichard i el pare Abril, dominicans, que preparaven programes de ràdio, desitjaven disposar d'un òrgan de premsa escrita que pogués perllongar la seva acció. És així com aparèixer, el 2 de febrer de 1947, el primer número de Radio-Loisirs. Els seus directors eren els pares Abril i Pichard i el seu equip permanent estava format de Jean-Guy Moreau, Maurici Lorton i Yves Coste. Els principals col·laboradors eren: Jean-Pierre Chartier, Roger Fressoz, Jean Mauduit, Marie-Rosa Clouzot, Georges Lherminier, Jean Marcillac (esports), François Pouget, Maurici Cazeneuve, Paul Gilson.
La maqueta del número zero conté ja tots els ingrédients del contingut del futur Télérama: alguns programes d'emissions classificats per cadena de ràdio i per hora, els horaris dels butlletins d'informacions, les freqüències de les diferents emissores, les crítiques dels programes passats i articles sobre els programes « a escoltar », crítiques de pel·lícules i de llibres, una crida per una participació dels lectors (Els nostres lectors tenen la paraula). Des del seu número 5, osa - inimaginable en aquests temps de restriccions de paper - reemplaçar-me una per una simple foto a tota pàgina.
El primer número conté una crítica de la pel·lícula Arsenic et vieilles dentelles signada de Roger Fressoz, futur director del Canard enchaîné.
1947 va ser un any terrible per la premsa francesa. Hi va haver tres molt llargues vagues en la impremta i una crisi fatal per les Messageries de la Presse. Nombrosos periòdics van desaparèixer. Sotmesos a la vaga de la seva impremta i a una restriction de paper, Radio-Loisirs s'atura després de la sortida de 24 números (últim número: el número 23 datat del 3 al 9 d'agost de 1947). Georges Montaron, elegit gerent d'Éditions Témoignage chrétien el 15 de novembre de 1949, decideix d'associar-se amb Elle Sauvageot, directora de La Vie catholique i amb Édicions du Cerf propietat dels Domínics amb la finalitat de perllongar Radio-Loisirs. El 22 de gener de 1950 aparèixer la nova revista Radio-Cinéma-Télévision.
| «                  | Volíem realitzar un periòdic adreçat al públic popular més ampli amb la finalitat de l'ajudar a gestionar la ràdio, el cinema i la televisió, instruments privilegiats de cultura per les masses. Volíem també un periòdic cristià que no fos ni un òrgan de proselitisme, ni una publicació confessional expressió de les posicions de l'Església, ni un periòdic moral, sinó un periòdic de cristians que comparteix els combats dels homes i escollint en principi estar al servei dels més pobres. Volíem sobre tots els temes abordats per la ràdio, la televisió i el cinema aportar la llum de l'Evangeli. | » |
| — Georges Montaron | |   |

.
L'acte fundador va ser signat el febrer de 1950 entre Ella Sauvageot per La Vie catholique el fundador del qual és Francisque Gay, el Reverend Pare Pierre Boisselot pels Dominicans i Georges Montaron per Tes cristià. Heretar del títol Ràdio-Loisirs  i dels seus abonats del qual la llista hi va haver donat per Témoingage chretien. I instal·lar-se en els locals d'Édicions du Cerf, al Boulevard de Maubourg, abans de traslladar-se al carrer Sant-Dominique de París.
Cinc anys més tard, el seu tirage arriba a 75.000 exemplars. El 5 de gener de 1958 canvia de nom per esdevenir Télévision-Radio-Cinéma, el 2 d'octubre de 1960, el número 559 del que havia esdevingut Radio-Cinéma-Télévisio  (a continuació Télévision-Radio-Cinéma) canvia el seu nom a Télérama (contracció de síl·labes télévisió, radio, cinéma).
El 1976, Télérama compra la capçalera i els lectors de La Semaine Radio Télé que no havia pas sabut passar de l'edat de la ràdio a la de la televisió i havia perdut una bona part de la seva clientela.

## Un certa mirada
Cap al final dels anys 1970, Télérama va llançar una campanya provocadora: una foto d'un home jugant amb el seu jove fill comentada amb un únic eslògan: «Es pot molt bé passar una excel·lent tarda sense televisió». El missatge és que el setmanal recorda la seva selectivitat, posant l'accent sobre els programes i pel·lícules que, segons la revista, mereixen la molestia… o no, i no contentar-se simplement de donar programes. Quan existeixen dos punts de vista divergents en la redacció, llavors es publiquen les dues, doble visió que dona relleu a la revista. Destacar també el net escorament a esquerra de la revista, que s'ha deslligat de l'etiqueta de « cato d'esquerra » per passar a una orientació « humanista ».
Després d'haver estat un dels principals actius del grup de premsa La Vie  (PVC), el títol és des de 2003 una de les publicacions del grup Le Monde, després de la presa de participació majoritària d'aquest.